# The Flame in the Flood
The Flame in the Flood ist ein Computerspiel des US-amerikanischen Entwicklungsstudios The Molasses Flood, dessen zentrale Spielelemente Ressourcenmanagement und die Erkundung der Spielwelt sind.

## Handlung
Das junge Mädchen Scout ist in einer postapokalyptischen Version der Vereinigten Staaten und wird von einem Hund namens Aesop begleitet, der Gefahren spüren und Vorräte holen kann. Scout benutzt ein Floß, um einen großen Fluss zu überqueren, der durch eine Flut das Land in eine Reihe von Inseln verwandelt hat.

## Spielprinzip und Technik
Die Einordnung des Spiels in ein Genre wird in den Medien nicht einheitlich vorgenommen. 4Players spricht beispielsweise von einem „Survival-Adventure“, die GameStar von einem „Survival-Rogue-like“, und IGN ordnet das Spiel als „Survival-Simulation“ ein.
Der Spieler muss auf Scouts Bedürfnisse wie Energie, Durst, Hunger und Wärme achten, sollten die Bedürfnisse vernachlässigt werden, kann dies zum Tode führen. Außerdem gibt es ein Handwerkssystem, mit dem der Spieler neue Gegenstände erstellen kann. Wie bei anderen Rogue-like-Spielen ist der Tod permanent, dennoch kann der Spieler an vorbestimmten Kontrollpunkten entlang des Flusses neu starten.

## Produktionsnotizen
Das Entwicklerteam von The Flame in the Flood arbeitete zuvor schon bei anderen Entwicklungsstudios an Titeln wie BioShock, Halo 2 und Rock Band. Das Spiel wurde über eine Kickstarter-Kampagne finanziert. Als Ziel waren 150.000 US-Dollar, was am Ende mit 251.647 US-Dollar klar übertroffen wurde.

## Rezeption

### Kritiken
The Flame in the Flood erhielt größtenteils positive Bewertungen. Metacritic aggregierte insgesamt 107 Rezensionen zu einem Mittelwert von 73 für Windows-PCs, 76 für PlayStation 4, 74 für Xbox One und 75 für Nintendo Switch. Die GameStar formuliert als Synopse: „Spannender Überlebenstrip, der mit toller Atmosphäre und cleveren Ideen einen gelungenen Twist ins Roguelike-Genre bringt“, kritisierte aber zugleich das schlechte Menü- bzw. Inventarsystem. Javy Gwaltney von Game Informer schrieb in seiner Kritik:

“This challenging voyage makes for one of the most memorable and satisfying survival games in the last few years”

„Diese herausfordernde Reise macht dieses Spiel zu einem der bemerkenswertesten und erfüllendsten Überlebensspiele der letzten Jahre“

### Auszeichnungen und Nominierungen
NAVGTR Award 2016
- Ausgezeichnet in der Kategorie Game, Original Family
- Nominiert in der Kategorie Use of Sound, New IP
- Nominiert in der Kategorie Best Song, Original or Adapted

IGF Award 2017
- Finalist in der Kategorie Excellence in Visual Art
- Finalist in der Kategorie Excellence in Audio